# Djifer
Djifer (parfois Djiffer ou Djifère) est un village du Sénégal, situé à 10km au sud de Palmarin, à l'extrémité de l'étroite bande de terre de la pointe de Sangomar.

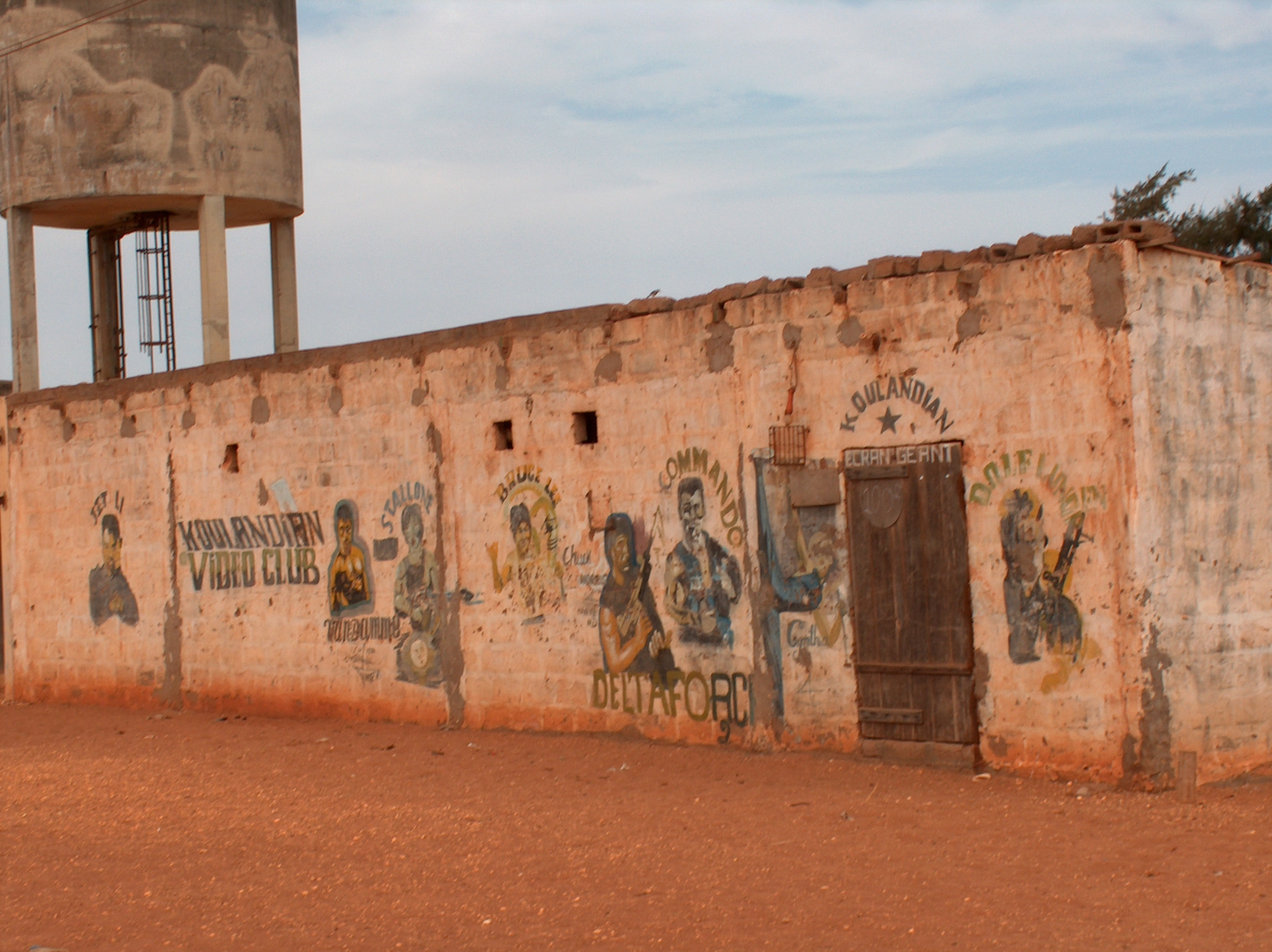
Vidéo-club à Djifer

## Administration
La commune est située dans le département de Fatick, dans la région de Fatick.

## Géographie

### Physique géologique
Jusqu'en février 1987, la pointe de Sangomar se prolongeait bien au-delà de Djifer, mais une tempête l'a séparée en deux. La distance entre cette île nouvelle et la terre ne cesse de s'agrandir, à tel point que le port a dû être transféré à diahanor.
L'existence du village de Djifer pourrait elle-même être menacée dans quelques années.

### Population
Djifer compte environ 2 000 habitants.

### Activités économiques

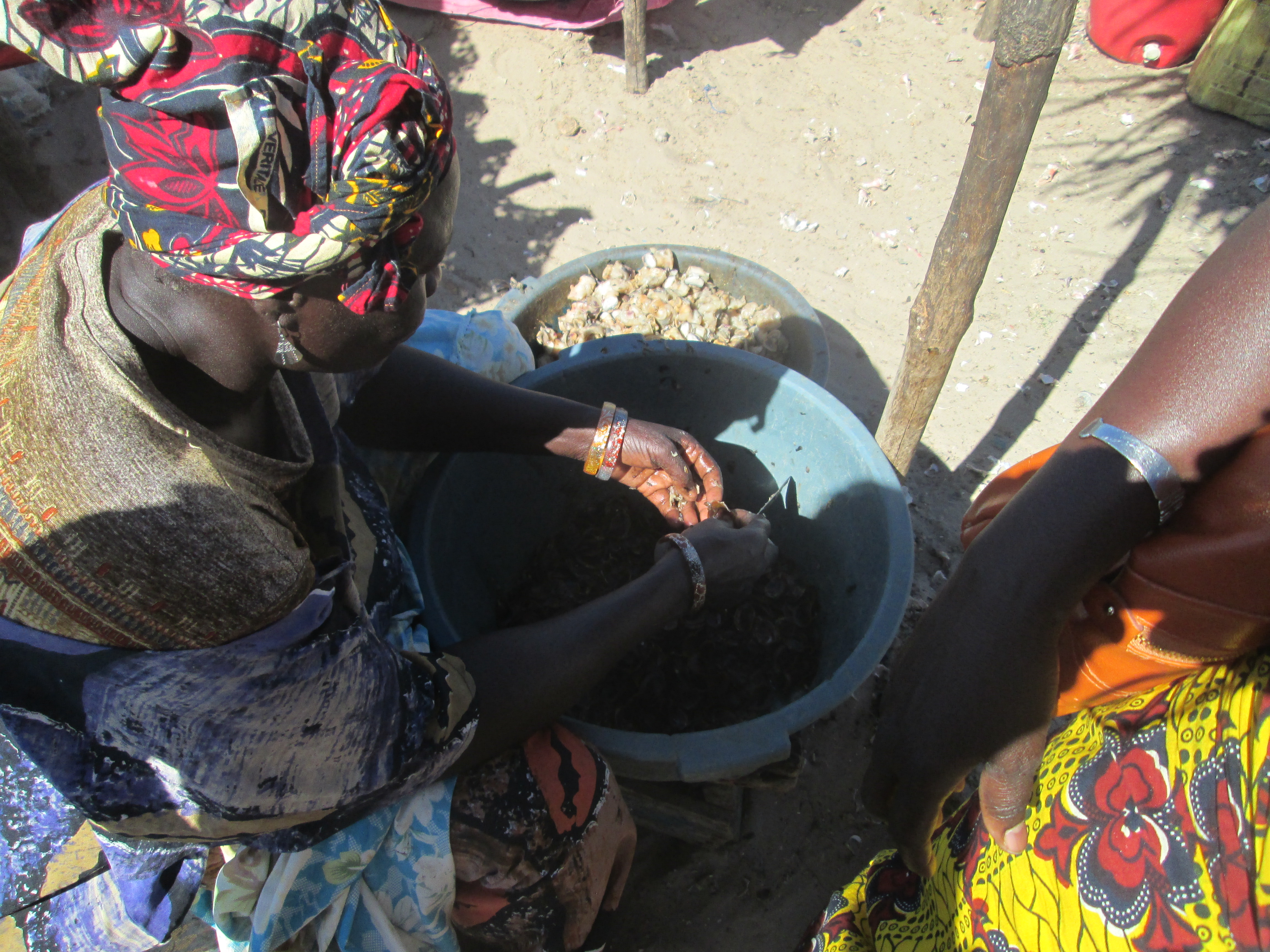
Préparation de coquillages à Djifer

Djifer est un village de pêcheurs qui sert souvent de point de départ pour des excursions en pirogue dans le delta du Saloum. Cet environnement calme prédisposerait à la baignade, mais la pollution de la plage en dissuade parfois les visiteurs.
Financé avec l'aide de l'Union européenne, un quai de pêche est en cours d'aménagement au bord du fleuve, à proximité du village.

## Jumelages
- Partenariat de l'école de Djifer avec une école d'Ottenbourg (Belgique)